# Атака на Бєлгород і Брянськ (2022)
14 квітня 2022 року в Брянській і Бєлгородській областях Російської Федерації було повідомлено про декілька вибухів, які стверджували, що руйнування сталися внаслідок ударів української авіації. Україна заперечує відповідальність, стверджуючи, що атаки є частиною російської пропаганди.

## Передумови
29 березня в Бєлгороді було знищено кілька цистерн з паливом, причиною якого стала атака українського гелікоптера.
Кілька російських регіонів перейшли на другий «жовтий» рівень небезпеки «терору». 12 квітня у Шебекіно Бєлгородської області був пошкоджений залізничний міст.

## Нібито напади
14 квітня 2022 року обласна та міська влада заявили, що Україна обстріляла село Сподарюшине (поблизу Мокрої Орлівки) у Бєлгородській області, спричинивши кілька вибухів. Хоча постраждалих не було, населення села було «тимчасово евакуйовано» через побоювання щодо можливої ескалації. Сусіднє поселення також зазнало переселення населення. Губернатор Бєлгородської області В'ячеслав Гладков заявив, що напад «відбувся з українського боку».
Того ж дня Слідчий комітет Росії повідомив, що українські ударні гелікоптери завдали шість ракетних ударів по житлових масивах у місті Климово Брянської області, пошкодивши шість будівель. Представники Міністерства охорони здоров'я Росії повідомили, що семеро людей отримали поранення, двоє з яких отримали серйозні травми. За інформацією працівників міської лікарні, серед постраждалих вагітна жінка та дворічна дитина. Губернатор Брянської області Олександр Богомаз заявив, що внаслідок нібито українських обстрілів у Климово було пошкоджено «близько» 100 житлових будинків. Як повідомляє Радіо Вільна Європа/Радіо Свобода, у мережі з'явилося неперевірене відео, як горить будинок у Брянську. Наступного дня російські спецслужби заявили, що під час інциденту збили вертоліт Мі-8.
У Федеральній службі безпеки Росії повідомили ТАСС про нібито напад на групу з близько 30 українських біженців мінометним обстрілом, коли вони намагалися перетнути прикордонний контрольно-пропускний пункт. Повідомляється, що декілька транспортних засобів були пошкоджені, але постраждалих не зафіксовано.
У ніч на 3 липня від вибухів у Бєлгороді загинули 4 особи, були пошкоджені 11 багатоквартирних будинків та понад 30 приватних садиб, 5 з яких зруйновані повністю. Губернатор Бєлгородської області В'ячеслав Гладков повідомив про спрацювання систем ППО. Губернатор Курської області Роман Старовойт повідомив також про нібито збиття двох БПЛА «Стриж» у регіоні. Міністерство оборони Росії звинуватило у вибухах Україну. Видання The Insider повідомило, що серед уламків було ідентифіковано ракети комплексу ЗРГК «Панцир», що може вказувати на спрацювання ППО на випущену власну російську ракету, яка й спричинила руйнування.

## Наслідки

### Російська відповідь
Після нападу закрили школи в Брянській області, а чотири регіони Росії посилили заходи безпеки. 15 квітня Росія завдала масштабних ракетних ударів по столиці України Києві у відповідь за атаки. Російські атаки були найбільшими в своєму роді з тих пір, як Росія відмовилась від наступу на Київську область.

### Українська відповідь
Україна заперечила свою відповідальність за атаки, натомість стверджуючи, що російські спецслужби намагаються «здійснювати терористичні акти, щоб розпалювати антиукраїнську істерію» в країні. Як повідомляють українські інформаційні агентства «Інтерфакс-Україна» та «Євромайдан Преса», після нападу Служба безпеки України оприлюднила перехоплені розмови російських військових, в яких стверджується, що Росія навмисно обстрілювала села, щоб звинуватити Україну. Один із російських військових сказав своїй дружині, що напад був «нашим», і що це було зроблено, щоб «вдати, ніби українці провокують (Росію)». У розмові також згадуються вибухи російських квартир у 1999 році, які послужили приводом для початку Другої чеченської війни і які деякі історики та журналісти вважають операцією російських спецслужб, щоб допомогти Путіну стати президентом. У відповідь на напад на пункт пропуску Антон Геращенко повідомив, що біля кордону з Брянськом «впав і загорівся» предмет на військовому об'єкті. Не «відверто заперечуючи відповідальність України», Геращенко розкритикував Росію за те, що вона негайно звинуватила Україну.